# Mor ve Ötesi

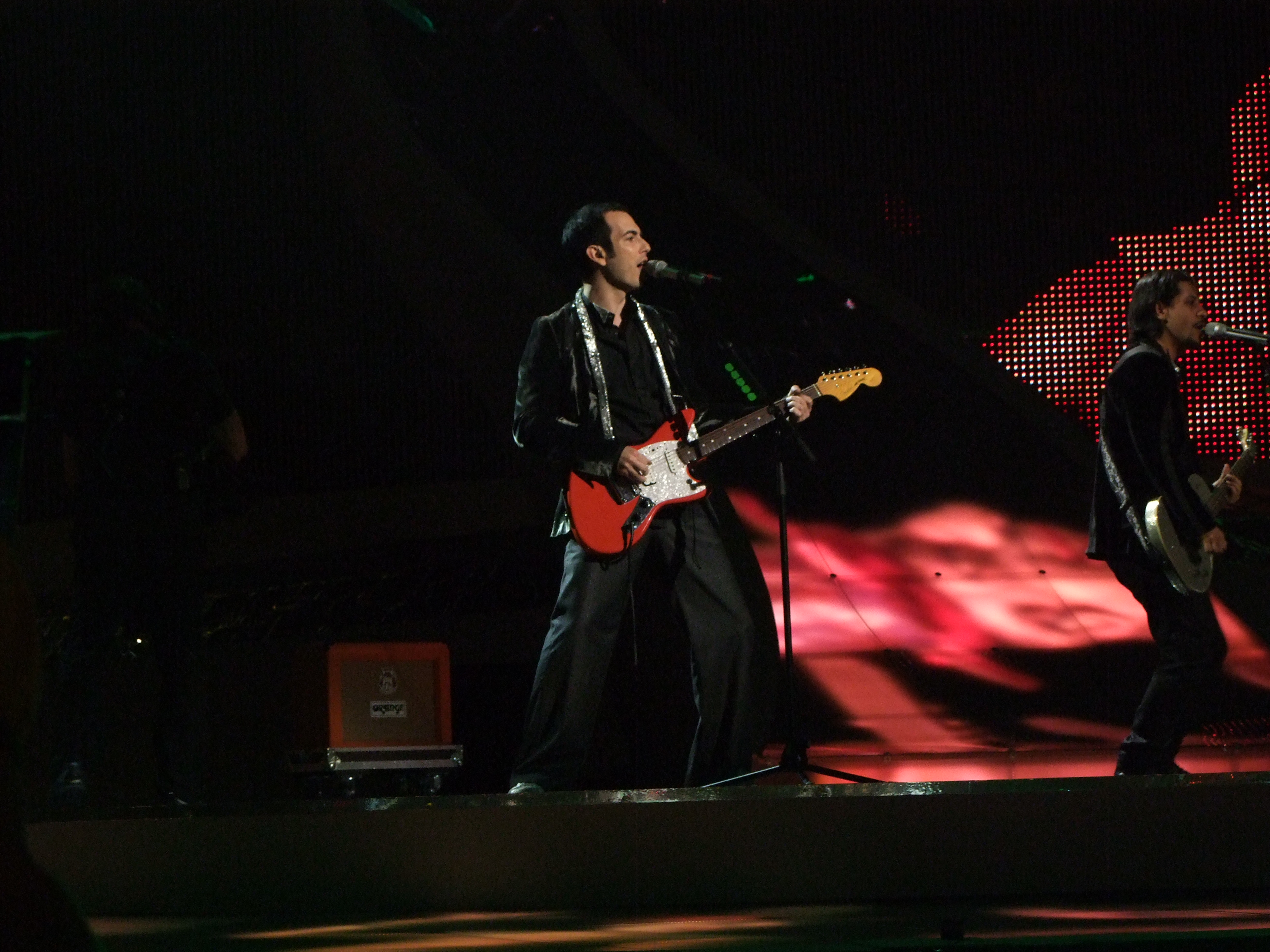
Mor ve Ötesi på Eurovisionscenen 2008.

Mor ve Ötesi är ett rockband från Ankara, Turkiet. Gruppen bildades av Harun Tekin och Kerem Kabadayı 1995. De fyra medlemmarna är Harun Tekin (sång, gitarr), Kerem Kabadayı (trummor), Burak Güven (basgitarr) och Kerem Özyeğen (gitarr). De två senare ersatte originalmedlemmarna Alper Tekin (basgitarr) och Derin Esmer (sång, gitarr) under 1990-talet. 
Gruppens första album kom 1996 och samma år gav de sina första konserter. Deras andra album, Bırak Zaman Aksın gavs ut 1999 och blev en stor succé. Strax därefter började gruppen sjunga mer socialpolitiska texter. Deras fjärde album, Dünya Yalan Söylüyor, är deras hittills största framgång i Turkiet med  drygt 250 000 exemplar sålda. I magasinet Blue Jean röstades albumet fram till det "Bästa turkiska rockalbumet någonsin".[källa behövs]
Bandets namn Mor ve Ötesi betyder Purple and Beyond på engelska.
2003 gjorde de en ny version av Ajda Pekkans låt Yaz.
Gruppen representerade Turkiet i Eurovision Song Contest 2008 med bidraget Deli. De tog sig till final via en av de två semifinalerna och slutade efter omröstningen i finalen på sjundeplats med 138 poäng. De fick en 12-poängare (högsta poäng) från Azerbajdzjan. 

## Diskografi
- Şehir (1996)
- Bırak Zaman Aksın (1999)
- Gül Kendine (2001)
- Dünya Yalan Söylüyor (2004)
- Büyük Düşler (2006)
- Başıbozuk (2008)
- Masumiyetin Ziyan Olmaz (2010)

## Singlar
- Yaz Yaz (2003)
- Loveliest Mistake (2011)